# Nellie Halstead
Nellie Halstead  (ur. 19 września 1910 w Radcliffe, zm. 11 listopada 1991 w Bury) – angielska lekkoatletka specjalizująca się w biegach sprinterskich i średniodystansowych, uczestniczka letnich igrzysk olimpijskich w Los Angeles (1932), brązowa medalistka olimpijska w biegu sztafetowym 4 × 100 metrów.

## Sukcesy sportowe
wielokrotna mistrzyni Wielkiej Brytanii:
- w biegu na 100 jardów – 1931
- trzykrotnie w biegu na 220 jardów – 1930, 1931, 1932
- w biegu na 200 metrów – 1934
- dwukrotnie w biegu na 440 jardów – 1931, 1932
- dwukrotnie w biegu na 400 metrów – 1933, 1937
- dwukrotnie w biegu na 800 metrów – 1935, 1938
- dwukrotnie w biegach przełajowych – 1935, 1936

| Rok  | Miasto      | Zawody                         | Konkurencja                                                                    | Wynik                                   |
| ---- | ----------- | ------------------------------ | ------------------------------------------------------------------------------ | --------------------------------------- |
| 1930 | Praga       | Światowe Igrzyska Kobiet       | bieg na 200 m                                                                  | brązowy medal                           |
| 1932 | Los Angeles | Igrzyska olimpijskie           | sztafeta 4 × 100 m                                                             | brązowy medal                           |
| 1934 | Londyn      | Igrzyska Imperium Brytyjskiego | bieg na 220 jardów sztafeta 110-220-110 jardów sztafeta 220-110-220-110 jardów | brązowy medal złoty medal srebrny medal |

## Rekordy życiowe
- bieg na 100 metrów – 12,0 – Colwyn Bay 19/07/1930[3]
- bieg na 200 metrów – 25,1 – Londyn 16/08/1930
- bieg na 800 metrów – 2:15,6 – Londyn 10/08/1935